# 西寺尾
西寺尾（にしてらお）は、神奈川県横浜市神奈川区の町名。現行行政地名は西寺尾一丁目から西寺尾四丁目。住居表示実施済み区域。また、ここではかつて存在していた西寺尾町（にしてらおちょう）についても述べる。

## 地理
神奈川区の北東部に位置し、南東に子安台二丁目、南に神之木台、南西に神之木町、西に松見町、北に鶴見区馬場一丁目、北東に鶴見区東寺尾一丁目・三丁目・四丁目と接している。

### 面積
面積は以下の通りである。
| 丁目         | 面積（km²） |
| ------------ | ----------- |
| 西寺尾一丁目 | 0.155       |
| 西寺尾二丁目 | 0.207       |
| 西寺尾三丁目 | 0.213       |
| 西寺尾四丁目 | 0.165       |
| 計           | 0.740       |

### 地価
住宅地の地価は、2025年（令和7年）1月1日の公示地価によれば、西寺尾3-12-3の地点で25万9000円/m²となっている。

## 歴史

### 沿革
かつて橘樹郡旭村があった場所。横浜市編入前は橘樹郡旭村大字西寺尾であった。
- 1927年（昭和2年）4月1日 - 橘樹郡旭村が横浜市に編入になり、横浜市西寺尾町となる[8]。
- 1927年（昭和2年）10月1日 - 神奈川区区制の施行により、横浜市神奈川区西寺尾町となる[9]。
- 1936年（昭和11年）11月1日 - 西寺尾町の一部を大口通、神之木町へ編入[10]。
- 1956年（昭和31年）4月24日 - 土地区画整理事業に伴い、西寺尾町の一部を大口通へ編入[11]。
- 1959年（昭和34年）1月1日 - 西寺尾町の一部を鶴見区馬場町へ編入[12]。
- 1959年（昭和34年）11月6日 - 土地区画整理事業に伴い、西寺尾町の一部を大口通へ編入[12]。
- 1962年（昭和37年）4月24日 - 土地改良事業に伴い、西寺尾町の一部を鶴見区馬場町へ編入[12]。
- 1963年（昭和38年）10月16日 -  土地区画整理事業に伴い、西寺尾町の一部を松見町、港北区菊名町へ編入[13]。
- 1966年（昭和41年）5月1日 - 住居表示の実施に伴い、神之木町の一部を西寺尾町に編入[13]。
- 1967年（昭和42年）5月1日 - 住居表示の実施に伴い、西寺尾町の一部を子安台二丁目、鶴見区東寺尾町へ編入[14]。
- 1972年（昭和47年）6月5日 - 住居表示の実施に伴い、西寺尾町の一部を鶴見区東寺尾一丁目、東寺尾三丁目、馬場一丁目へ編入、鶴見区東寺尾町の一部を西寺尾町へ編入。馬場町との境界を調整[15]。
- 1981年（昭和56年）7月27日 - 住居表示の実施に伴い、西寺尾町を廃止。新たに西寺尾一丁目〜四丁目を新設[16]。

### 町名の変遷
| 実施後       | 実施年月日                | 実施前（各町名ともその一部） |
| ------------ | ------------------------- | ---------------------------- |
| 西寺尾一丁目 | 1981年（昭和56年）7月27日 | 西寺尾町（一部）             |
| 西寺尾二丁目 | 1981年（昭和56年）7月27日 | 西寺尾町（一部）             |
| 西寺尾三丁目 | 1981年（昭和56年）7月27日 | 西寺尾町（一部）             |
| 西寺尾四丁目 | 1981年（昭和56年）7月27日 | 西寺尾町（一部）             |

## 世帯数と人口
2024年（令和7年）6月30日現在（横浜市発表）の世帯数と人口は以下の通りである。
| 丁目         | 世帯数    | 人口     |
| ------------ | --------- | -------- |
| 西寺尾一丁目 | 1,194世帯 | 2,538人  |
| 西寺尾二丁目 | 1,463世帯 | 2,929人  |
| 西寺尾三丁目 | 1,853世帯 | 3,773人  |
| 西寺尾四丁目 | 1,746世帯 | 3,753人  |
| 計           | 6,256世帯 | 12,993人 |

### 人口の変遷
国勢調査による人口の推移。
| 年                 | 人口   |
| ------------------ | ------ |
| 1995年（平成7年）  | 10,923 |
| 2000年（平成12年） | 12,418 |
| 2005年（平成17年） | 12,281 |
| 2010年（平成22年） | 12,530 |
| 2015年（平成27年） | 12,516 |
| 2020年（令和2年）  | 12,557 |

### 世帯数の変遷
国勢調査による世帯数の推移。
| 年                 | 世帯数 |
| ------------------ | ------ |
| 1995年（平成7年）  | 4,287  |
| 2000年（平成12年） | 5,025  |
| 2005年（平成17年） | 5,137  |
| 2010年（平成22年） | 5,163  |
| 2015年（平成27年） | 5,338  |
| 2020年（令和2年）  | 5,570  |

## 学区
市立小・中学校に通う場合、学区は以下の通りとなる（2024年11月時点）。
| 丁目         | 番・番地等                            | 小学校                   | 中学校             |
| ------------ | ------------------------------------- | ------------------------ | ------------------ |
| 西寺尾一丁目 | 全域                                  | 横浜市立西寺尾第二小学校 | 横浜市立錦台中学校 |
| 西寺尾二丁目 | 2番 6〜19番 25番1〜3号 25番21号〜41番 | 横浜市立西寺尾第二小学校 | 横浜市立錦台中学校 |
| 西寺尾二丁目 | 1番 3〜5番 20〜24番 25番4〜20号       | 横浜市立西寺尾小学校     | 横浜市立錦台中学校 |
| 西寺尾三丁目 | 全域                                  | 横浜市立西寺尾第二小学校 | 横浜市立錦台中学校 |
| 西寺尾四丁目 | 1〜24番 30番1〜9号 31番               | 横浜市立西寺尾第二小学校 | 横浜市立錦台中学校 |
| 西寺尾四丁目 | 25〜29番 30番10・11号                 | 横浜市立寺尾小学校       | 横浜市立錦台中学校 |

## 事業所
2021年（令和3年）現在の経済センサス調査による事業所数と従業員数は以下の通りである。
| 丁目         | 事業所数  | 従業員数 |
| ------------ | --------- | -------- |
| 西寺尾一丁目 | 72事業所  | 586人    |
| 西寺尾二丁目 | 64事業所  | 446人    |
| 西寺尾三丁目 | 47事業所  | 314人    |
| 西寺尾四丁目 | 29事業所  | 87人     |
| 計           | 212事業所 | 1,433人  |

### 事業者数の変遷
経済センサスによる事業所数の推移。
| 年                 | 事業者数 |
| ------------------ | -------- |
| 2016年（平成28年） | 226      |
| 2021年（令和3年）  | 212      |

### 従業員数の変遷
経済センサスによる従業員数の推移。
| 年                 | 従業員数 |
| ------------------ | -------- |
| 2016年（平成28年） | 1,364    |
| 2021年（令和3年）  | 1,433    |

## 交通
- 神奈川県道111号大田神奈川線
- 横浜市主要地方道85号鶴見駅三ツ沢線

## 施設
- 横浜市立西寺尾小学校
- 横浜市立西寺尾第二小学校
- 横浜市立錦台中学校
- 横浜西寺尾郵便局[26]
- オーケー 西寺尾店[27]

## その他

### 日本郵便
- 郵便番号 : 221-0001[3]（集配局：神奈川郵便局[28]）

### 警察
町内の警察の管轄区域は以下の通りである。
| 丁目         | 番・番地等 | 警察署       | 交番・駐在所 |
| ------------ | ---------- | ------------ | ------------ |
| 西寺尾一丁目 | 全域       | 神奈川警察署 | 神之木交番   |
| 西寺尾二丁目 | 全域       | 神奈川警察署 | 神之木交番   |
| 西寺尾三丁目 | 全域       | 神奈川警察署 | 神之木交番   |
| 西寺尾四丁目 | 全域       | 神奈川警察署 | 神之木交番   |

## 関連文献
- 「西寺尾村」『新編武蔵風土記稿』 巻ノ67橘樹郡ノ10、内務省地理局、1884年6月。NDLJP:763984/80。